# Sofia Velíkaya
Sofia Alexándrovna Velíkaya –en ruso, Софья Александровна Великая– (Alma Atá, URSS, 8 de junio de 1985) es una deportista rusa que compite en esgrima, especialista en la modalidad de sable. Está casada con el luchador olímpico Alexei Mishin.
Participó en cuatro Juegos Olímpicos de Verano, obteniendo en total cinco medallas, plata en Londres 2012, en la prueba individual, oro y plata en Río de Janeiro 2016, en las pruebas por equipos (junto con Yekaterina Diachenko, Yana Yegorian y Yuliya Gavrilova) e individual, y oro y plata en Tokio 2020, en las pruebas por equipos (con Olga Nikitina y Sofia Pozdniakova) e individual.
Ganó 16 medallas en el Campeonato Mundial de Esgrima entre los años 2004 y 2019, y 23 medallas en el Campeonato Europeo de Esgrima entre los años 2003 y 2019.

## Palmarés internacional
| Juegos Olímpicos   | Juegos Olímpicos            | Juegos Olímpicos  | Juegos Olímpicos  |
| Año                | Lugar                       | Medalla           | Prueba            |
| ------------------ | --------------------------- | ----------------- | ----------------- |
| 2012               | Londres (Reino Unido)       | Medalla de plata  | Sable individual  |
| 2016               | Río de Janeiro (Brasil)     | Medalla de oro    | Sable por equipos |
| 2016               | Río de Janeiro (Brasil)     | Medalla de plata  | Sable individual  |
| 2020               | Tokio (Japón)               | Medalla de oro    | Sable por equipos |
| 2020               | Tokio (Japón)               | Medalla de plata  | Sable individual  |
| Campeonato Mundial |                             |                   |                   |
| Año                | Lugar                       | Medalla           | Prueba            |
| 2004               | Nueva York (Estados Unidos) | Medalla de oro    | Sable por equipos |
| 2005               | Leipzig (Alemania)          | Medalla de plata  | Sable individual  |
| 2005               | Leipzig (Alemania)          | Medalla de plata  | Sable por equipos |
| 2006               | Turín (Italia)              | Medalla de bronce | Sable por equipos |
| 2007               | San Petersburgo (Rusia)     | Medalla de bronce | Sable por equipos |
| 2010               | París (Francia)             | Medalla de oro    | Sable por equipos |
| 2010               | París (Francia)             | Medalla de bronce | Sable individual  |
| 2011               | Catania (Italia)            | Medalla de oro    | Sable individual  |
| 2011               | Catania (Italia)            | Medalla de oro    | Sable por equipos |
| 2012               | Kiev (Ucrania)              | Medalla de oro    | Sable por equipos |
| 2015               | Moscú (Rusia)               | Medalla de oro    | Sable individual  |
| 2015               | Moscú (Rusia)               | Medalla de oro    | Sable por equipos |
| 2018               | Wuxi (China)                | Medalla de plata  | Sable individual  |
| 2018               | Wuxi (China)                | Medalla de plata  | Sable por equipos |
| 2019               | Budapest (Hungría)          | Medalla de oro    | Sable por equipos |
| 2019               | Budapest (Hungría)          | Medalla de plata  | Sable individual  |
| Campeonato Europeo |                             |                   |                   |
| Año                | Lugar                       | Medalla           | Prueba            |
| 2003               | Bourges (Francia)           | Medalla de oro    | Sable por equipos |
| 2004               | Copenhague (Dinamarca)      | Medalla de oro    | Sable por equipos |
| 2005               | Zalaegerszeg (Hungría)      | Medalla de plata  | Sable individual  |
| 2005               | Zalaegerszeg (Hungría)      | Medalla de plata  | Sable por equipos |
| 2006               | Esmirna (Turquía)           | Medalla de oro    | Sable individual  |
| 2006               | Esmirna (Turquía)           | Medalla de oro    | Sable por equipos |
| 2007               | Gante (Bélgica)             | Medalla de plata  | Sable individual  |
| 2007               | Gante (Bélgica)             | Medalla de bronce | Sable por equipos |
| 2008               | Kiev (Ucrania)              | Medalla de oro    | Sable individual  |
| 2009               | Plovdiv (Bulgaria)          | Medalla de plata  | Sable por equipos |
| 2010               | Leipzig (Alemania)          | Medalla de plata  | Sable individual  |
| 2010               | Leipzig (Alemania)          | Medalla de plata  | Sable por equipos |
| 2011               | Sheffield (Reino Unido)     | Medalla de bronce | Sable por equipos |
| 2012               | Legnano (Italia)            | Medalla de oro    | Sable por equipos |
| 2014               | Estrasburgo (Francia)       | Medalla de oro    | Sable por equipos |
| 2015               | Montreux (Suiza)            | Medalla de oro    | Sable individual  |
| 2015               | Montreux (Suiza)            | Medalla de oro    | Sable por equipos |
| 2016               | Toruń (Polonia)             | Medalla de oro    | Sable individual  |
| 2016               | Toruń (Polonia)             | Medalla de oro    | Sable por equipos |
| 2018               | Novi Sad (Serbia)           | Medalla de oro    | Sable individual  |
| 2018               | Novi Sad (Serbia)           | Medalla de oro    | Sable por equipos |
| 2019               | Düsseldorf (Alemania)       | Medalla de oro    | Sable por equipos |
| 2019               | Düsseldorf (Alemania)       | Medalla de bronce | Sable individual  |